# Bubo coromandus
Bubo coromandus е вид птица от семейство Совови (Strigidae).

## Разпространение
Видът е разпространен в Бангладеш, Индия, Китай, Малайзия, Мианмар, Непал, Пакистан и Тайланд.